# La Barquera (Cantabria)
La Barquera es una localidad del municipio de Cartes (Cantabria, España). Está situada a 80 metros de altitud sobre el nivel del mar, entre el río Besaya y una montaña. Es el núcleo menos poblado del municipio con 10 habitantes en el año 2021 (INE). Está a 4,4 kilómetros de la capital municipal.
Hace años hubo en esta localidad canteras de piedra de cal que se usaron para el Camino Real. En el arroyo que cruza el pueblo hubo en tiempos dos molinos harineros.